# Агрипина Ваганова
Агрипина Яковлевна Ваганова (6 юли 1879 – 5 ноември 1951) е съветска балерина, балетмайсторка, хореографка и балетна педагожка. Народна артистка на РСФСР от 1934 г. Професор (1946).
От 1889 до 1897 учи в ПТУ при А. Облаков, Л. Иванов, Вазем, Иохансон, Гердт.
1897 - завършва с выпускной спектакъл, изпълнява партия Нимфи в спектакле Шалост Амура, Жемчужина - Черная жемчужина. 
От 1897 до 1916 г. играе в  Мариински театър в Санкт Петербург. От 1931 до 1937 г. е художествена ръководителка на балета при Мариинския театър.
1935 поставя па де дьо за балета Есмералда.
Има големи заслуги при систематизирането на балетната педагогика. Разработва метод, наречен на нея система на Ваганова. През 1933 г. поставя хореографията на известния балет „Лебедово езеро“.
Известни нейни възпитаници са: Рудолф Нуреев, Светлана Захарова, Марина Семьонова.
Носителка е на Държавна награда на СССР през 1946 г.